# D1G (原子炉)
D1G（D1G reactor）はアメリカ海軍艦艇用の推進用・発電用原子炉の原型炉である。
型式のD1Gは次の意味である。
- D = 駆逐艦用
- 1 = 設計担当メーカにおける炉心設計の世代
- G = 設計担当メーカ（ゼネラル・エレクトリック）

この原型炉は、海軍の原子力推進プログラムの一部としてエネルギー省海軍原子炉部のために建造された。原子炉はゼネラル・エレクトリックが建造し、ニューヨーク州ミルトンのノルズ原子力研究所ケッセルリンク・サイトで運用された。D1Gは部品のテストと原子力訓練ユニットの訓練のために使用された。原子炉は、1962年から1996年まで稼働し、1996年の3月に恒久的に停止された。約30年の稼働機関の間にD1G-2炉心に換装が行われた。停止後、核燃料は撤去され、圧力容器も最終的に2002年に撤去された。
1次（原子炉）および2次（蒸気プラント）の原子炉格納容器はそのユニークな形状（ホートン球）からD1Gボールと呼ばれた。この球体はもともと、シカゴ・ブリッジ・アンド・アイアン・ワークスによって、原子力潜水艦「シーウルフ」（USS Seawolf, SSN-575）の溶融金属冷却原子炉S2Gの陸上試験炉向けに設計・建造されたもので、液体ナトリウムの爆発を封じ込めるためのものだった。